# Hervé Wattecamps
Hervé Wattecamps (né le 18 janvier 1959 à Rennes) est un général français.

## Biographie
Après avoir intégré l’École spéciale militaire de Saint-Cyr en 1980 (promotion « Montcalm »), puis l’école d’application de l’infanterie de Montpellier, il obtient un diplôme d’ingénieur de Saint-Cyr et rejoint le 7e bataillon de chasseurs alpins en 1983, est engagé en opération successivement comme chef de section au Liban en 1985, adjoint au commandant d’unité en Nouvelle-Calédonie en 1987 pour une opération de retour au calme par un maillage du territoire et enfin commandant d’unité de nouveau au Liban de 1990 à 1991.
En 1995, il suit le cours supérieur d’état-major de l’École militaire, puis, l'année suivante, au collège interarmées de défense.
En 1997, breveté d’études militaires supérieures, il est nommé chef du bureau opérations instruction du 13e bataillon de chasseurs alpins, avant d'être muté à Paris pour prendre la tête de la section « Officiers » du bureau « études générales » de la direction du personnel militaire de l’armée de terre en 1999.
Colonel en 2001, il prend le commandement du 13e bataillon de chasseurs alpins l'année suivante. 
En 2003, il est chef de corps du bataillon français de la brigade multinationale sud-est à Mitrovica (Kosovo).
En 2004, il devient chef de cabinet de l’inspecteur général des armées de terre, à Paris.
Affecté à l’état-major des armées, il y passe cinq années à la tête de la section « politique ressources humaines » de la division « organisation et ressources humaines », puis comme chef de la division « organisation et ressources humaines » à partir de 2009.
Promu général de brigade cette même année, il occupe le commandement de la 27e brigade d'infanterie de montagne entre 2010 et 2012.
Il prend le commandement des écoles militaires de Draguignan et de l'école de l'infanterie, en 2012. En janvier 2013, il prend également le commandement de la base de défense de Draguignan.
De 2014 à 2015, le général Wattecamps assure les fonctions de général inspecteur de la fonction personnel et gestionnaire des officiers généraux de l'Armée de Terre, avant de devenir, le 31 juillet 2015, le directeur des ressources humaines de l'Armée de terre, comptant 120 000 hommes. Il est par ailleurs promu général de corps d’armée.
Le 9 juillet 2018, il est nommé directeur des ressources humaines du Groupe ADP, membre du Comité exécutif, fonctions qu'il occupe jusqu'au 1er août 2021.

## Décorations
- Commandeur de la Légion d'honneur (2017)
- Commandeur de l'ordre national du Mérite (2013)
- Croix de la Valeur militaire